# Colm Tóibín
Colm Tóibín FRSL ([ˈkɔl̪ˠəmˠ t̪ˠoːˈbʲiːnʲ]; Enniscorthy, 30 de maig de 1955) és un escriptor i crític irlandès que ha guanyat nombrosos guardons per la seva obra literària. També és professor de Literatura comparada a la Universitat de Colúmbia. Va viure a Barcelona entre els anys 1975 i 1978, experiència de la qual van sorgir Homenatge a Barcelona (Columna, 2003) i The South (1990). El seu retorn a Irlanda, l'any 1978, marca l'inici de la seva carrera periodística, que compaginà amb l'escriptura de viatges. Actualment escriu per a The New York Review of Books i la London Review of Books, entre altres publicacions. L'obra de Tóibín, considerat una de les figures literàries actuals més importants d'Irlanda, comprèn tant novel·la com assaig i teatre, i ha estat traduïda a trenta idiomes. Entre els seus títols principals destaquen Brooklyn (Ara Llibres, 2010), The Blackwater Lightship (1999), New Ways to Kill Your Mother: Writers and Their Families (Penguin, 2012) i El testament de Maria (Ara Llibres, 2014).

## Biografia
Colm Tóibín va nàixer a Enniscorthy, Comtat de Wexford a la part sud-est d'Irlanda el 1955. Era el tercer de cinc fills. El seu avi patern, Patrick Tobin, va ser un membre de l'IRA, com també ho era el germà del seu avi, Michael Tóbín, que participà en l'Alçament de Pasqua a Enniscorthy que s'acabà amb el seu internament a Frongoch al País de Gal·les. El pare de Colm Tóibín era un professor i participava activament al partit Fianna Fáil a Enniscorthy. Colm Tóibín realitzà la seva educació secundària al St Peter's College, Wexford, entre 1970 i 1972. Ingressà més tard al University College Dublin, on es graduà el 1975. Immediatament després de la graduació, se n'anà cap a Barcelona. La primera novel·la de Tóibín, The South (1990), s'inspira parcialment en la seva estada a Barcelona, com també ho fou, de manera més directa, el seu llibre de no-ficció Homage to Barcelona (1990). Després del seu retorn a Irlanda el 1978, començà a estudiar un màster. Nogensmenys, no arribà a presentar la seva tesi i va deixar l'acadèmia, almenys parcialment, i es dedicà a la carrera de periodista.

## Carrera
El principi dels anys 80 van ser un període especialment ric per al periodisme irlandès, i marcà l'apogeu de la revista mensual Magill. Tóibín esdevingué l'editor de la revista el 1982, i ocupà aquest lloc fins al 1985 quan va dimitir arran de divergències constants amb el director Vincent Browne.
The Heather Blazing (1992), la seva segona novel·la, fou seguida per The Story of the Night (1996) i The Blackwater Lightship (1999). La seva cinquena obra, The Master (2004), és una narració fictícia de certes parts de la vida de l'autor Henry James. També és autor de llibres de no-ficció: Bad Blood: A Walk Along the Irish Border (1994) (reimprès a partir de l'edició original de 1987) i The Sign of the Cross: Travels in Catholic Europe (1994).
També ha escrit una obra de teatre que es va estrenar a Dublin l'agost de 2004, Beauty in a Broken Place. Continuà treballant com a periodista, tant a Irlanda com a l'exterior, escrivint per al London Review of Books entre altres revistes. S'ha forjat la seva reputació com a crític literari: ha editat un llibre sobre Paul Durcan, The Kilfenora Teaboy (1997); The Penguin Book of Irish Fiction (1999); i ha escrit The Modern Library: The 200 Best Novels in English since 1950 (1999), amb Carmen Callil; una col·lecció d'assajos, Love in A Dark Time: Gay lives from Wilde to Almodóvar (2002); i un estudi sobre Lady Gregory, Lady Gregory's Toothbrush (2002).
Tóibín és un membre d'Aosdána i ha estat professor visitant de la Universitat Stanford, la Universitat de Texas a Austin i la Universitat de Princeton University. També ha ofert conferències a diverses universitats, incloses la Boston College, la Universitat de Nova York, la Loyola University Maryland, i The College of the Holy Cross. El 2008, va rebre el grau honorari de Doctor en lletres (DLitt) de la University of Ulster en reconeixement de la seva contribució a la literatura irlandesa contemporània. El gener de 2010, va ser el guanyador dels Costa Novel Award per la seva novel·la Brooklyn.
Tóibín ha escrit dues col·leccions de contes curts. La primera, Mothers and Sons explora, com indica el seu títol, la relació entre mares i fills. Es publicà el 2006 i tingué una crítica favorable (including by Pico Iyer a The New York Times). La segona es titula The Empty Family, és una col·lecció més àmplia, publicada el 2010 i presseleccionada el 2011 pel Frank O'Connor International Short Story Award.
Tóibín va ser jurat al Premi de Poesia Griffin el 2011.

## Temes
L'obra de Tóibín explora diverses línies principals: la descripció de la societat irlandesa, el fet de viure a l'estranger, el procés de creativitat i la preservació de la identitat personal, amb un enfocament especial sobre la identitat homosexual — Tóibín s'ha declarat obertament homosexual — però també en la identitat davant de la pèrdua. Les novel·les de "Wexford", The Heather Blazing i The Blackwater Lightship, fan servir la ciutat d'Enniscorthy, on nasqué, com a material narratiu, juntament amb la història d'Irlanda i la mort del seu pare. Una narració autobiogràfica i reflex d'aquest episodi es pot trobar al llibre de no-ficció, The Sign of the Cross. El 2009 va publicar Brooklyn, la història d'una dona que se'n va d'Enniscorthy i emigra a aquest barri de Nova York, Brooklyn.
Les dues altres novel·les, The Story of the Night i The Master giren entorn de personatges que han de fer front a llur homosexualitat. En general esdevenen fora d'Irlanda, essent característic el fet d'haver de fer front a la vida a l'estranger. La seva primera novel·la, The South, sembla tenir ingredients d'ambdues línies de treball. Pot ser llegida juntament amb The Heather Blazing com un díptic de les herències de Protestants i Catòlics al Comtat de Wexford, o pot ser agrupada amb les novel·les sobre l'experiència de viure a l'estranger. El tercer tema que enllacen The South i The Heather Blazing és el de la creació. De la pintura en el primer cas i de la redacció acurada del veredicte d'un jutge en el segon. Aquesta tercera línia temàtica va culminar a The Master, un estudi sobre la identitat, que va ser precedit per una obra de no-ficció sobre la mateixa matèria, Love in A Dark Time. El llibre de contes curts "Mothers and Sons" tracta temàtiques familiars, a Irlanda i Catalunya, i l'homosexualitat.
El seu heroi és Jack Yeats.

## Colm Tóibín i Catalunya
Arran de la seva estada a Barcelona, Tóibín ha establert uns lligams molt forts amb Catalunya i la cultura catalana. Així, per exemple, parla el català correntment. L'autor, que acostuma a passar alguns estius a Farrera (Pallars Sobirà), va escriure l'article 'Bullfighting ban is sweet revenge for Catalonia' ("La prohibició de les corregudes de bous és una revenja dolça per a Catalunya") al diari The Guardian després del vot del Parlament que va prohibir les curses de braus S'ha publicat la traducció de la seva novel·la Brooklyn en català, segona obra seva traduïda després d'Un llarg hivern, que publicà l'editorial La Campana el 2007. El novembre de 2014 va signar el manifest «Deixin votar els catalans», juntament amb altres personalitats internacionals.
El gener de 2021, fou una de les 50 personalitats que signar el manifest «Dialogue for Catalonia», promogut per Òmnium Cultural i publicat a The Washington Post i The Guardian, a favor de l'amnistia dels presos polítics catalans i del dret d'autodeterminació en el context del procés independentista català. Els signants lamentaren la judicialització del conflicte polític català i conclogueren que aquesta via, lluny de resoldre'l, l'agreuja: «ha comportat una repressió creixent i cap solució». Alhora, feren una crida al «diàleg sense condicions» de les parts «que permeti a la ciutadania de Catalunya decidir el seu futur polític» i exigiren la fi de la repressió i l'amnistia per als represaliats.

## Guardons i premis
- The Heather Blazing es va endur el Premi Encore el 1993.
- The Blackwater Lightship va ser nominat al Premi Booker de 1999 i el Premi Internacional de Literatura IMPAC de Dublín de 2001.
- The Master va guanyar el Premi Internacional de Literatura IMPAC de Dublín de 2006, va ser nominat al Premi Booker 2004, va ser la novel·la de l'any segons Los Angeles Times, el Stonewall Book Award i el Premi Literari Lambda, i va ser nomenat per The New York Times com un dels deu llibres més destacats del 2004.
- Elegit membre de la Royal Society of Literature el 2007[7]
- Brooklyn va ser nominat al Premi Booker del 2009[8] and awarded the 2009 Costa Novel Award[1]
- El 2010 li fou atorgat el 38è AWB Vincent American Ireland Fund Literary Award.

## Obres
- Walking Along the Border (1987)
- Martyrs and Metaphors (1987)
- The Trials of the Generals: Selected Journalism (1990)
- The South (1990)
- Homenatge a Barcelona (1990) (en català)
- Dubliners (1990)
- The Heather Blazing (1992)
- Bad Blood: A Walk Along the Irish Border (1994)
- The Sign of the Cross: Travels in Catholic Europe (1994)
- The Guinness Book of Ireland (1995) (ed.)
- The Story of the Night (1996)
- The Kilfenora Teaboy: A Study of Paul Durcan (1996) (ed.)
- The Modern Library: The Two Hundred Best Novels in English Since 1950 (1999) (with Carmel Callil)
- The Blackwater Lightship (1999)
- The Penguin Book of Irish Fiction (1999) (ed.)
- Love in a Dark Time: Gay Lives From Wilde to Almodovar (2002)
- Lady Gregory's Toothbrush (2002)
- The Master (2004)
- Mothers and Sons (2006) recull de relats traduïts al català per Ferran Ràfols Gesa amb el títol Mares i fills (Amsterdam Llibres, 2019)
- The Use Of Reason (2006)
- Un llarg hivern (2007), traduït al català per Víctor Compta a La Campana. Reeditat per Amsterdam Llibres (2023) amb traducció de Ferran Ràfols Gesa
- Brooklyn (2009), novel·la traduïda al català per Ferran Ràfols Gesa a Amsterdam Llibres (2010)
- The Empty Family (2011)
- The Testament of Mary (2012), traduït al català per Ferran Ràfol Gesa amb el títol El testament de Maria (Amsterdam, 2014)
- Nora Webster (2014)
- La casa dels noms (2017) (en català)
- El mag. Traducció al català de Ferran Ràfols. Amsterdam Llibres, 2022
- La mirada captiva : escrits sobre art. Traducció d'Helena Lamuela. Arcàdia, 2024.
- Una casa al Pallars. Traducció al català de Joana Pena Tarradelles. Edicions Salòria, 2024[9]